# لا مزيد من الرهانات (فلم)
لا مزيد من الرهانات (بالصينية: 孤注一掷) (بينيين:Gū Zhù Yī Zhì) هو فيلم صيني من نوع إثارة وجريمة صدر عام 2023، أخرجه شين آو وأنتجه «نينغ هاو». يروي الفيلم قصة عن أشخاص يتم الاتجار بهم إلى الخارج وإجبارهم على ارتكاب احتيال عبر الإنترنت. يضم الفيلم في بطولته كل من «لاي تشانغ»، «جينا جين»، «يونغ مي» و«إريك وانغ». عُرض الفيلم أول مرة في الصين في 8 أغسطس 2023 وحقق نجاحاً كبيراً في شباك التذاكر.

## القصة
استُدرج المبرمج «بان شينغ» وعارضة الأزياء «ليانغ آنا» إلى الخارج بوظيفة مزعومة ذات راتب مرتفع. ولكن تبيّن أن العمل الموعود هو في واقع الأمر مصنع احتيال يشبه معسكرات العبودية. حُبس الاثنان وتعرضا لسوء المعاملة من قبل مديرهما، وأُجبرا على ارتكاب احتيالات إلكترونية ضد ضحايا عبر الإنترنت. نتيجة لأفعالهما، أصبح شخص غريب يدعى «غو تيان تشي» مدمنًا على القمار عبر الإنترنت. بعد أن فقد كل مدخراته، حاول «غو» الانتحار بالقفز من مبنى. اتصلت صديقة «غو» بالشرطة. بدأ الشرطي «تشاو دونغ ران» التحقيقات وفي النهاية قضى على العصابة.

## طاقم التمثيل
- لاي تشانغ في دور بان شينغ، مبرمج محاصر في مصنع الاحتيال
- جينا جين في دور ليانغ آنا، عارضة أزياء محاصرة كـ موزع في مصنع الاحتيال
- يونغ مي في دور تشاو دونغ ران، ضابط شرطة صيني
- إيريك وانغ في دور لو بينغ كون، مدير مصنع الاحتيال
- دارين وانغ في دور غو تيان تشي، شخص مخدوع من قبل بان وليانغ
- تشو يي في دور سونغ يو، صديقة غو
- سوني صن في دور آن جون كاي، اليد اليمنى للمدير لو

بالإضافة إلى ذلك، يظهر كل من شيرين تانغ ولام واي في دور والدة ووالد تيان تشي على التوالي.

## الإنتاج
يُعتبر المخرج «شين آو» وافداً جديداً تم التعاقد معه ضمن مشروع أفلام "Dirty Monkey 72 Transformations" التابع لـ«نينغ هاو». هذا هو فيلمه الروائي الثاني، بعد فيلمه My Dear Liar في عام 2019. في عام 2020، أخبره صديق عن حالة انتحار بسبب الاحتيال الإلكتروني والمقامرة. قرر تحويل هذه القصة إلى فيلم جريمة.
قبل التصوير، جمع فريق المخرج، بدعم من الشرطة ومركز مكافحة الاحتيال، حالات احتيال إلكتروني دولية من السنوات الثلاث الماضية. تضمنت المواد صوراً ونصوصاً وصوتيات وفيديوهات، وبلغ حجمها 1 تيرابايت. استغرق كتابة السيناريو سنة ونصف، حيث تم تحليل وتقطير عشرات الآلاف من الحالات.
في يونيو 2021، كشف استوديو "Dirty Monkey" عن الفيلم وطاقمه، الذي يضم لي زانغ وجينا جين.
شركات الإنتاج: Bad Monkey (Shanghai) Culture Communication Ltd., Shanghai Ticketmaster Film & TV Culture Co., Ltd., China Film Corporation, Beijing Shanglion Culture Communication Co.

## الإصدار
بدأ الفيلم عرضا تجريبيا في 5 أغسطس 2023 وتم تحديد الإصدار العام في 11 أغسطس 2023. سرعان ما حقق نجاحاً كبيراً في شباك التذاكر في الصين. ثم تم تغيير تاريخ الإصدار العام إلى 8 أغسطس 2023.

## الاستقبال

### شباك التذاكر
بعد ثلاثة أيام من العرض التجريبي في 8 أغسطس 2023 بلغت إيرادات شباك التذاكر 69.3 مليون دولار. مما يجعله أعلى إيراد في تاريخ العروض التجريبية في السينما الصينية.
في عطلة نهاية الأسبوع الافتتاحية بعد الإصدار العام، حقق الفيلم إجمالي إيرادات قدرها 88 مليون دولار، مما جعله في المرتبة الأولى في شباك التذاكر في العالم خلال ذلك الأسبوع. صرحت صحيفة اليابان تايمز أن فيلم الإثارة والجريمة 'لا مزيد من الرهانات'، الذي تصدر شباك التذاكر الصيني منذ إصداره في أوائل أغسطس، يقدم نظرة غير مسبوقة إلى تعقيدات الجرائم الإلكترونية في جنوب شرق آسيا."

## الخلافات

### الحظر من قبل كمبوديا
حظرت كمبوديا الفيلم بسبب مزاعم رسمية بأنه "يضر بصورة وسمعة كمبوديا بشكل كبير".

### انتقاد من قبل ميانمار
انتقدت الحكومة العسكرية في ميانمار فيلم لا مزيد من الرهانات لأنه يضر بسمعتها، نظرًا للتشابه بين ميانمار والدولة غير المسماة في جنوب شرق آسيا التي ظهرت في الفيلم ولم يُعرض الفيلم في دور السينما في ميانمار. التقى القنصل العام لميانمار في ناننينغ، الصين، يو كياو سو ثين، مع مدير مكتب الشؤون الخارجية في منطقة قوانغشي ذاتية الحكم لقومية تشوانغ، ليان ين، في 26 سبتمبر لمناقشة دور الفيلم في "إيذاء" سمعة ميانمار في الصين. وأظهر استطلاع أجرته صحيفة Japan Times على منصة ويبو أن 48,000 من أصل 54,000 شملهم الاستطلاع سيبتعدون عن السفر إلى ميانمار.

## روابط خارجية
- لا مزيد من الرهانات  في قاعدة بيانات الأفلام على الإنترنت (بالإنجليزية)